# Romanek
Romanek – jezioro w woj. warmińsko-mazurskim, w powiecie szczycieńskim, w gminie Szczytno.

## Opis
Jezioro wydłużone z północnego zachodu na południowy wschód. W północnej części leżą dwie zatoki. Brzegi są pagórkowate, wysokie i czasem też strome. Od zachodu i częściowo od wschodu otoczone lasem, z innych stron polami i łąkami. Położone jest między wsiami Dębówko i Romany. Dojazd od Szczytna albo do Roman drogą wojewódzką nr 600 i w lewo drogą gruntową, albo do Dębówka drogą krajową nr 57 i w prawo drogą gruntową.
Jezioro jest hydrologicznie zamknięte. Wędkarsko zaliczane jest do typu linowo-szczupakowego.

## Dane morfometryczne
Powierzchnia zwierciadła wody według różnych źródeł wynosi od 9,0 ha do 13 ha.
Zwierciadło wody położone jest na wysokości 148,6 m n.p.m..

## Hydronimia
Według urzędowego spisu opracowanego przez Komisję Nazw Miejscowości i Obiektów Fizjograficznych (KNMiOF) nazwa tego jeziora to Romanek. W różnych publikacjach wymieniana jest poboczna nazwa tego jeziora: Romany.